# Carsten Rost
Carsten Rost (* 4. Oktober 1962) ist ein ehemaliger deutscher Fußballspieler. In der höchsten Spielklasse des DDR-Fußballs, der Oberliga, spielte er für den 1. FC Lokomotive Leipzig und die BSG Wismut Aue.

## Sportliche Laufbahn

### Gemeinschafts- und Clubstationen
1976 wurde Carsten Rost zum FC Carl Zeiss Jena delegiert. Der Fußballclub aus der Thüringer Universitätsstadt setzte den 1,75 Meter großen Angreifer von 1980 bis zum Frühjahr 1983 in der Nachwuchsoberliga ein.
In der Endphase der Saison 1982/83 wechselte Rost zum Oberligisten 1. FC Lokomotive Leipzig. Dort wurde er in den letzten beiden Punktspielen der Männeroberliga als Stürmer eingesetzt. In der folgenden Spielzeit kam der Sportlehrerstudent allein in der Hinrunde dreimal als Einwechselspieler zum Einsatz. Im Sommer 1984 tauchte Rost im Oberligaaufgebot seines Ausbildungsclubs FC CZ Jena als Rückkehrer vom 1. FC Lok auf. Gegen Ende August/Anfang September dieses Jahres schloss sich Rost dem Oberligakonkurrenten BSG Wismut Aue an. Er gab seinen Einstand in der Oberligamannschaft als Einwechselspieler am 3. Spieltag der Spielzeit 1984/85 und kam anschließend in weiteren acht Spielen zum Einsatz. Fünfmal stand er als Linksaußenstürmer in der Startelf, aber in allen neun Begegnungen erreichte er nicht die volle Spieldauer. Für die Saison 1985/86 wurde Rost zwar für die Oberliga nominiert, wurde aber nicht eingesetzt. Stattdessen spielte er mit der 2. Mannschaft in der zweitklassigen DDR-Liga, wo er in den ausgetragenen 34 Punktspielen 31 Partien bestritt und auch fünf Tore schoss.
Von der Spielzeit 1986/87 an spielte Rost für die Ligaelf der BSG Motor Weimar. Dort war er bis 1988 aktiv. Dort war er bei 68 durchgeführten Punktspielen mit 59 Einsätzen und zehn Toren Stammspieler. Im Spätsommer 1988 ist ein Punktspieleinsatz bei der Armeesportgemeinschaft Vorwärts Dessau verzeichnet. Im Sommer 1989 wurde der Sportstandort Vorwärts Dessau aufgelöst und die Fußballsektion in die zivile Sportgemeinschaft Dessau 89 überführt, die den Ligaplatz der ASG übernahm. Für die 89er bestritt Rost in der Saison 1989/90 25 der 34 Ligapunktspiele und kam zu zwei Torerfolgen. Später lief er noch in der Thüringenliga für den SV Jenaer Glas auf.

### Auswahleinsätze
1980 wurde Carsten Rost in den Kader der DDR-Juniorennationalmannschaft berufen, für die er bis 1981 17 Länderspiele bestritt und dreimal zum Torerfolg kam. Mit der Elf konnte er 1980 bei den Jugendwettkämpfen der Freundschaft den 2. Platz erkämpfen. In der Qualifikation zur 1. U-18-EM 1981 scheiterten die ostdeutschen Junioren an Polen.
Im Juni und September 1981 bestritt er drei Länderspiele mit der Nachwuchsauswahl des DFV. Aber aufgrund der fehlenden Spielpraxis in der Oberliga schied er rasch aus dem U-21-Kaderkreis aus.